# Not Bad at All
Not Bad at All är en sång skriven och framförd av Tomas Ledin 1979. 

## Historik
Ledin medverkade som korist under Abba:s världsturné 1979-1980 och framförde där Not Bad at All som solonummer. Sången finns med på hans åttonde studioalbum Lookin' for a Good Time 1980 och utgavs som singel.
Singeln utgavs även med spansk text och titeln No Está Mal.
Sången var den enda på Lookin' for a Good Time som medproducerades av Michael B. Tretow som även deltog som bakgrundssångare. Den spelades in i Polar Music Studio A & B i Stockholm.

## Medverkande[3]
- Ola Brunkert – trummor
- Anders Eljas – keyboards
- Rutger Gunnarsson – elbas
- Tomas Ledin – kör, producent, sång, bakgrundssång
- Mats Ronander – munspel, elgitarr
- Åke Sundqvist – slagverk
- Michael B. Tretow – medproducent, tekniker, bakgrundssång
- Lasse Wellander – elgitarr

## Låtlista
1. Not Bad at All – 3:45
2. You've Got to Be Kidding – 3:32

### Spansk version
1. No Está Mal – 3:43
2. Me Estás Tomando El Pelo  – 3:28

## Listplaceringar
| Lista (1979–1980) | Topplacering |
| ----------------- | ------------ |
| Sverige           | 10           |

### Fotnoter
1. 1 2  ”Tomas Ledin”. Svensk mediedatabas. http://smdb.kb.se/catalog/search?q=Tomas+Ledin+year%3A1970-1979&sort=OLDEST. Läst 15 januari 2013.
2. ↑  ”No Está Mal”. Discogs.com. http://www.discogs.com/Tomas-Ledin-No-Est%C3%A1-Mal/release/2823688. Läst 15 januari 2013.
3. ↑  ”Lookin' for a good time | Svensk mediedatabas (SMDB)”. smdb.kb.se. http://smdb.kb.se/catalog/id/001887509. Läst 12 augusti 2016.
4. ↑  Placeringar på den svenska singellistan